# Xanthopimpla zhejiangensis
Xanthopimpla zhejiangensis är en stekelart som beskrevs av Chao 1980. Xanthopimpla zhejiangensis ingår i släktet Xanthopimpla och familjen brokparasitsteklar. Inga underarter finns listade i Catalogue of Life.